# Ceradenia microcystis
Ceradenia microcystis är en stensöteväxtart som beskrevs av Luther Earl Bishop och A. R. Sm. Ceradenia microcystis ingår i släktet Ceradenia och familjen Polypodiaceae. Inga underarter finns listade.